# لوئیجی کاسولا
لوئیجی کاسولا (ایتالیایی: Luigi Casola; ۱۱ ژوئیهٔ ۱۹۲۱ – ۶ آوریل ۲۰۰۹) دوچرخه‌سوار اهل ایتالیا بود.